# Señorío Nguyễn

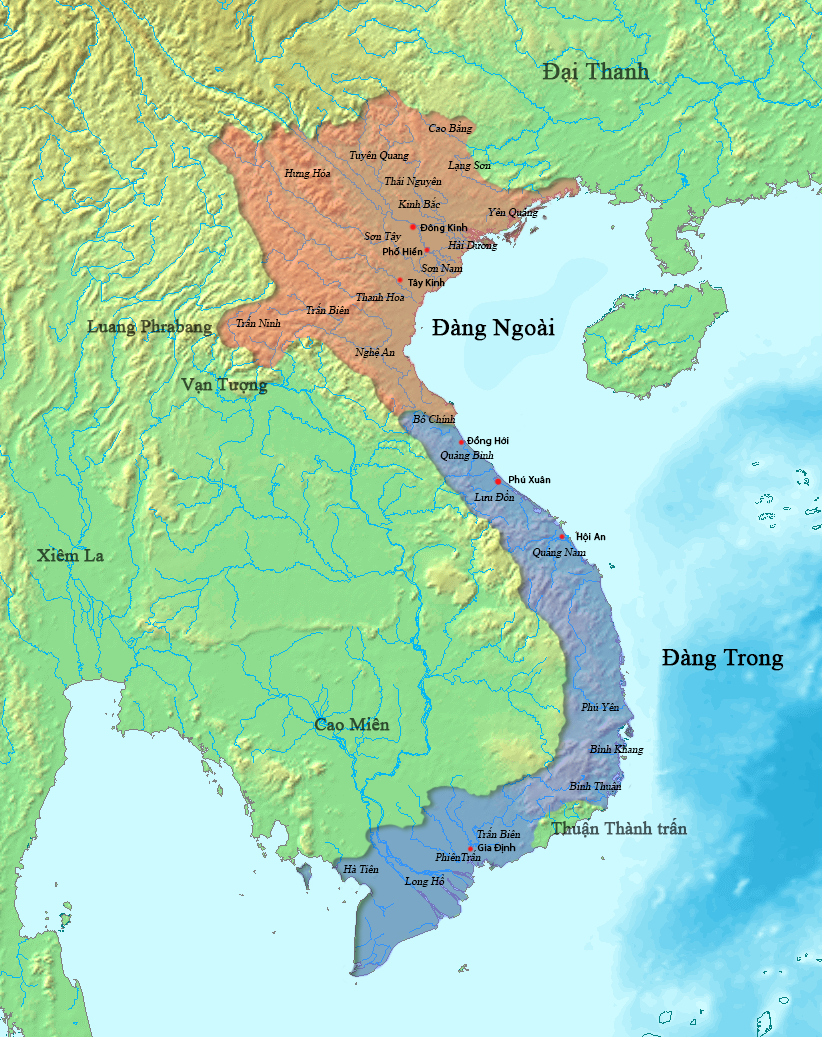
División de Vietnam entre el señorío Nguyen al sur y el señorío Dang al norte en 1757.

Sello del Señorío Nguyen

El señorío Nguyễn (en vietnamita: Chúa Nguyễn), también denominado clan Nguyễn o dinastía Nguyễn, es el término con el que se denomina a los gobernantes del reino de Dang Trong de 1558 a 1777, 1780 a 1802 en la región sur de Vietnam. Estos dirigentes eran adversarios del Señorío Trihn, gobernantes del reino de Dang Ngoai en el norte.
A pesar de que se reconocían como vasallos de la dinastía Le, en la práctica eran los señores Nguyen los que gobernaban en el sur de Vietnam, mientras que los señores Trinh gobernaban en el norte. Los emperadores se mantenían como gobiernantes títere. Ambos señoríos combatieron durante 45 años de guerra, separando a Vietnam en dos regiones durante casi dos siglos. Después de la guerra Tay Son, los descendientes del señorío Nguyen se convirtieron en los gobernantes de Vietnan, estableciendo la Dinastía Nguyễn. Posteriormente esta monarquía continuó la expansión al sur, hacia la región de  Champa y Camboya.

## Alianza Nguyen-Trinh
Los señores Nguyen se consideraban descendientes de un clan de la provincia de Thanh Hóa, el cual apoyó a Lê Lợi para independizar Vietnam de la dinastía Ming. En consecuencia los Nguyen se convirtieron en una de las principales familias nobles de la dinastía Le. En 1527 Mac Dang Dung establece la dinastía Mac. Los señores Nguyen y los Trinh no aceptaron la nueva dinastía y decidieron regresar a Thanh Hóa. Todo el territorio al sur del Río Rojo quedó bajo su control, con excepción de la capital Dong Do, actual Hanói, la cual tardaron varios años en conquistar. Durante esta época la alianza entre los Nguyen y los Trinh fue liderada por Nguyen Kim. Su hija se casó con el líder de los Trinh, Trinh Kiem.
En 1545 Trinh Kiem toma el control de la alianza luego de que Nguyen Kim sea asesinado junto con su hijo mayor, el cual había sido nombrado su sucesor. Mientras que su hijo menor, Nguyen Hoang, fue enviado al sur, a administrar la nueva provincia de O-chau, ubicada en la actual provincia de Quảng Bình, en la región de Champa. Nguyen Huang gobernó desde la nueva ciudad de Phu Xuan, actual Huế. A partir de ahí expandió el control del señorío Nguyen hacia el sur, mientras que los señores Trinh incrementaban su poder en el norte.
En 1592 Trinh Tung capturó la capital, Dong Do, y ejecutó al emperador de la dinastía Mac. Al año siguiente, Nguyen Hoang marchó al norte con un ejército para ayudar a derrotar a los últimas fuerzas Mac, pero se negó a obedecer las órdenes de la nueva dinastía Le, establecida en Dong Do.

## Guerra Nguyen-Trinh

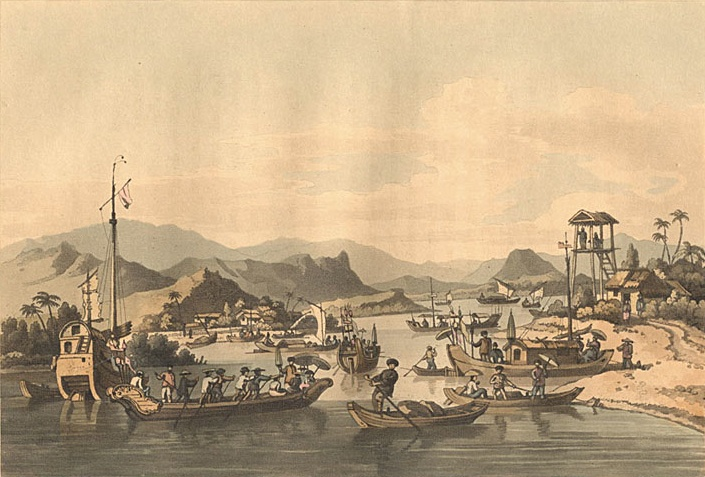
Puerto de Hội An en el.

En 1600 Nguyen Hoang rompió definitivamente su relación con la corte por considerar que el nuevo emperador, Le Kinh Tong, era únicamente un gobernante títere del señorío Trinh. Tras la muerte de Nguyen Hoang en 1613, su sucesor, Nguyen Phuc Nguyen, mantuvo la política de independencia respecto a las decisiones tomadas en Dong Do. Además estableció buenas relaciones con los europeos que empezaban a navegar en la región. Permitó el establecimiento de un puesto comercial portugués en Hội An. En 1615 el señorío Nguyen empezó a producir sus propios cañones de bronce con el apoyo de los ingenieros portugueses.
En 1620 Nguyen Phuc Nguyen anunció que dejaría de enviar dinero a la corte en Dong Do, aunque seguía reconociendo la autoridad de los emperadores sobre el país. Durante los siguientes años la tensión entre ambos señoríos fue aumentando hasta que en 1627 inició una guerra con el nuevo líder de los Trinh, Trinh Trang. El conflicto se extendió hasta 1673 cuando se acordó la paz. Los Nguyen lograron resistir a los ataques de los Trinh al mismo tiempo que continuaron con su expansión hacia el sur a lo largo de la costa. El fin de la guerra les permitió dedicar más recursos a la conquista de los reinos de la región Champa y de territorios que antes le pertenecían al Imperio jemer.

## Conquista del sur
En 1714 los Nguyen enviaron un ejército a Camboya para apoyar la aspiración al trono de Keo Fa en contra de Prea Srey Thomea, quién fue apoyado por el Reino de Siam. La guerra acabó en 1717 mediante un compromiso. Keo Fa fue nombrado rey de Camboya a cambio de establecer una alianza con Siam. Mientras que el señorío Nguyen se expandió hacia el sur recibiendo territorios de Camboya. En 1739 los camboyanos intentaron recuperar el control de la línea de costa controlada por los Nguyen, siendo derrotados tras una década de conflictos y permitiendo a los vietnamitas consolidar su control sobre el delta del río Mekong.
En 1755 los Nguyen emprendieron otra campaña de conquista sobre Camboya, aprovechando la guerra que en ese momento había una guerra entre Siam y Birmania. El señorío Nguyen conquistó las Islas Hà Tiên, obteniendo un acceso directo al Golfo de Tailandia. Además de amenazar seriamente con conquistar Nom Pen, la capital de Camboya. El reino de siam, bajo el liderazgo del rey Taksin, declaró la guerra al señorío Nguyen en 1769 para proteger a Camboya. A pesar de que el señorío Nguyen tuvo la ventaja inicial, en 1773 tuvo que abandonar la guerra debido a una serie de revueltas internas.

## Fin del señorío Nguyen
En 1771 inició una rebelió en el señorío Nguyen dirigida por tres hermanos apellidados Tay Son, la cual abarcó rápidamente al sur de Vietnam. Tras dos años lograron tomar la ciudad de Quy Nhơn. En 1774 el señorío Trinh decidió invadir el sur, aprovechando la debilidad del señorío Nguyen. Ese mismo año conquistaron Phu Xuan, obligando a los Nguyen a mover su capital a Saigón. En 1777 la ciudad de Saigón fue capturada y casi toda la familia Nguyen fue asesinada, con excepción de Nguyen Anh, sobrino del último señor Nguyen, Nguyen Phuc Thuan, quien huyó a Siam. El rey de Tailandia, Taksin, le ofreció su apoyo para retomar el control del sur de Vietnam, pero el monarca fue asesinado en un golpe de Estado. El nuevo soberano, Rama I, no estuvo dispuesto a apoyar el plan de Nguyen Anh.

## Señores Nguyen
- Nguyen Kim. Considerado fundador de la dinastía, aunque nunca tuvo el título de Señor Nguyen.
- Nguyen Hoang (1558-1613). Primer señor Nguyen.
- Nguyen Phuc Nguyen (1613-1635).
- Nguyen Phuc Lan (1635-1648).
- Nguyen Phuc Tan (1648-1687).
- Nguyen Phuc Thai (1687-1691).
- Nguyen Phuc Chu (1691-1725).
- Nguyen Phuc Thu (1725-1738).
- Nguyen Phuc Khoat (1738-1765).
- Nguyen Phuc Thuan (1765-1777).
- Nguyen Phuc Duong (1776-1777). Gobernó en conjunto con Nguyen Phuc Thuan.